# Guarapari
Guarapari – miasto i gmina w Brazylii, w stanie Espírito Santo. Znajduje się w mezoregionie Central Espírito-Santense i mikroregionie Guarapari. Odległość do miasta Vitoria wynosi 51 km, do Rio de Janeiro 474 km i do Belo Horizonte, 516 km.

## Historia
Początek założenia miasta znajdował się w miejscu, gdzie Anchieta wybudowało kaplicę na cześć Świętej Anny i dom misjonarzy. W 1677 roku darczyńca Francisco Gil de Araújo wybudował kościół Matki Bożej. Wieś została utworzona w 1679 roku, na cześć patronki, której święto obchodzi się 8 grudnia. Wieś otrzymała prawa miejskie w 1891 roku.
Nazwa miasta w dzisiejszej formie oznacza Guará (ptak) i Pari (pułapka)- pułapka na ptaka.
Pod koniec XIX wieku w miejscowości osadzili się europejscy koloniści (w większości Włosi).
W połowie lat 60 i 70 Guarapari zyskało sławę dzięki właściwościom leczniczym piasku, która związana jest z jego wysoką promieniotwórczością (patrz hormeza radiacyjna). Z tego powodu do miasta nadciągała rosnąca fala turystów.